# Неомудехар
Неомудехар — направление неомавританской архитектуры, распространённое на Пиренейском полуострове и, в гораздо меньшей степени, в Иберо-Америке. Это архитектурное направление возникло как возрождение стиля мудехар. Это была архитектурная тенденция конца XIX и начала XX веков, которая зародилась в Мадриде и Барселоне и быстро распространилась на другие регионы Испании и Португалии. В нём использовались элементы стиля мудехар, такие как подковообразная арка, арабески и кирпичные украшения абстрактной формы для фасадов современных зданий.

## История

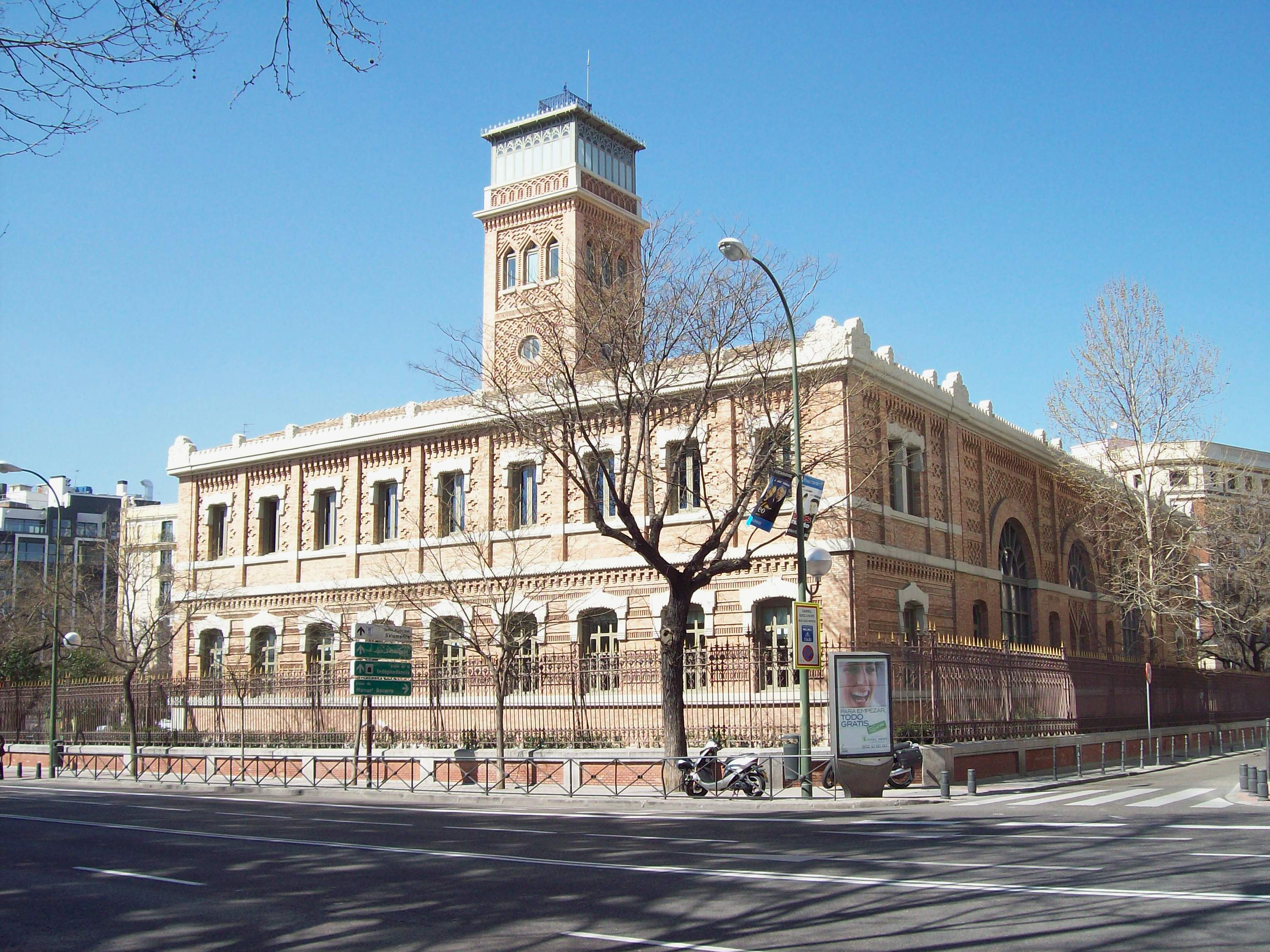
Школа Агирре (ныне Casa Árabe)

Первыми примерами зданий неомудехар были школа Агирре, спроектированная Родригесом Аюсо, арена Пласа-де-Торос в Мадриде, построенная в 1874 году (снесена), и Дом Висенс Антонио Гауди. Затем этот стиль стал почти «обязательным» для строительства арен для боя быков по всей Испании, Португалии и латиноамериканским странам. В Мадриде он стал одним из самых представительных стилей того периода не только для общественных зданий, таких как школа Агирре или арена для боя быков Лас-Вентас, но и для жилья. Использование дешевых материалов, в основном кирпича для экстерьера, сделало этот стиль популярным в новых районах.
Неомудехар часто сочетался с неоготикой такими архитекторами, как Франсиско де Кубас, Антонио Мария Репуллес-и-Варгас и Франсиско Хареньо. После Иберо-американской выставки 1929 года в Севилье появилось ещё одно неомудехарское направление, известное как андалузский архитектурный регионализм. площадь Испании в Севилье или штаб-квартира газеты ABC (Мадрид) являются примерами этого нового стиля, сочетающего традиционную андалузскую архитектуру с чертами мудехар.

## Список известных зданий в стиле неомудехар
- Аренас де Барселона
- Гран Театро Фалья, Кадис

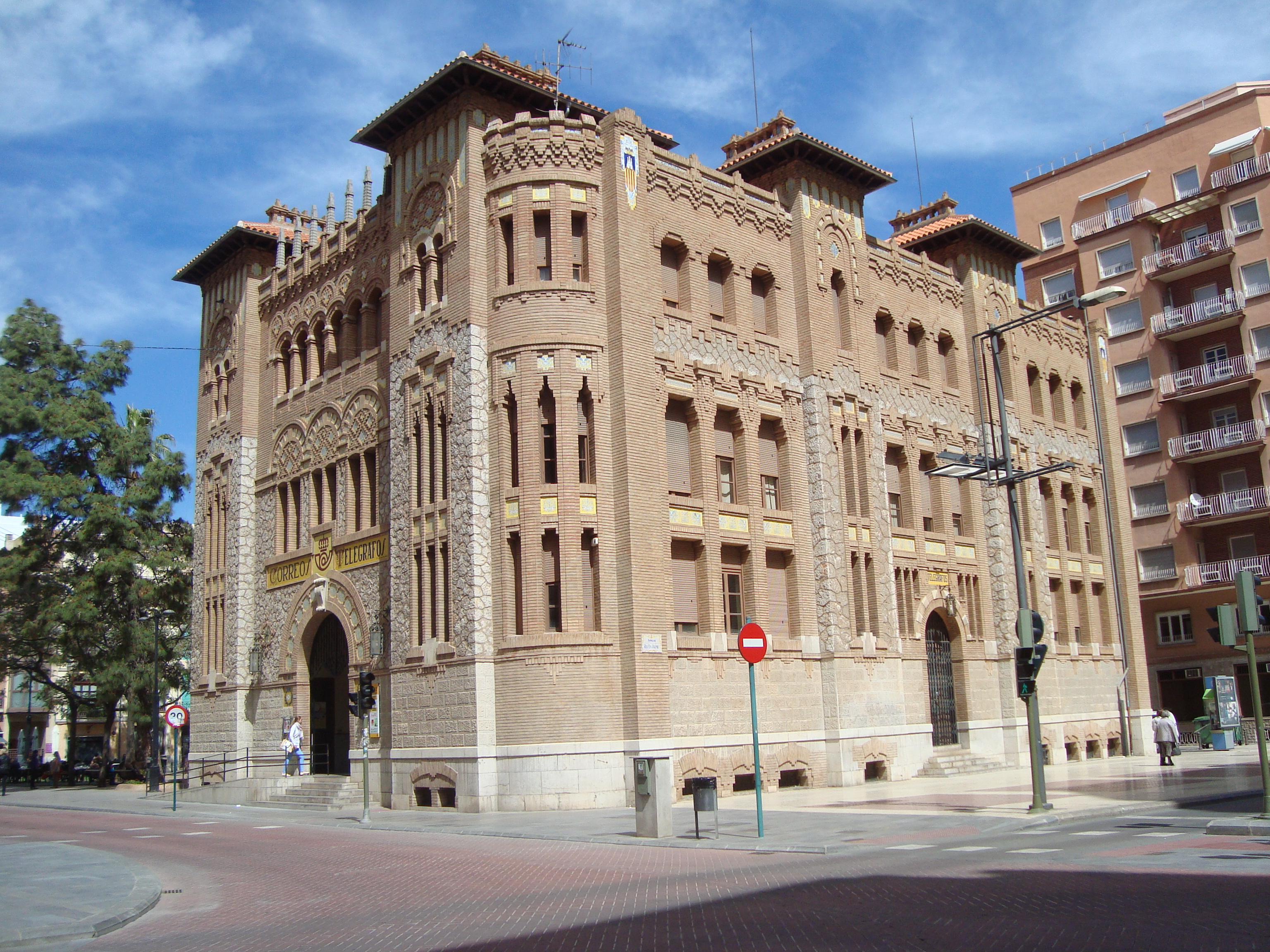
Здание почты в Кастельон-де-ла-Плана

- Арена для боя быков Лас-Вентас, Мадрид
- Дом Висенс, Барселона
- Дворец Монсеррат, Синтра
- Церковь Санта-Крус, Мадрид
- Palacete Conceição e Silva, Лиссабон [4]
- Церковь Ла Палома, Мадрид
- Quinta do Relógio, Синтра [5]
- Водонапорная башня (ныне выставочное пространство) Torre de Canal Isabel II в Мадриде.
- Школа Агирре, Мадрид
- Дворец Пена, Синтра [5]
- Железнодорожный вокзал Толедо
- Арена для боя быков Назаре, Назаре [5]
- Почтовое отделение Сарагосы
- Почтовое отделение Кастельон-де-ле-Плана
- Арена для боя быков Кампо Пекено, Лиссабон [5]
- Киоск Мориско, Мехико
- Паласио-де-Орлеан-Борбон [6]

## Галерея

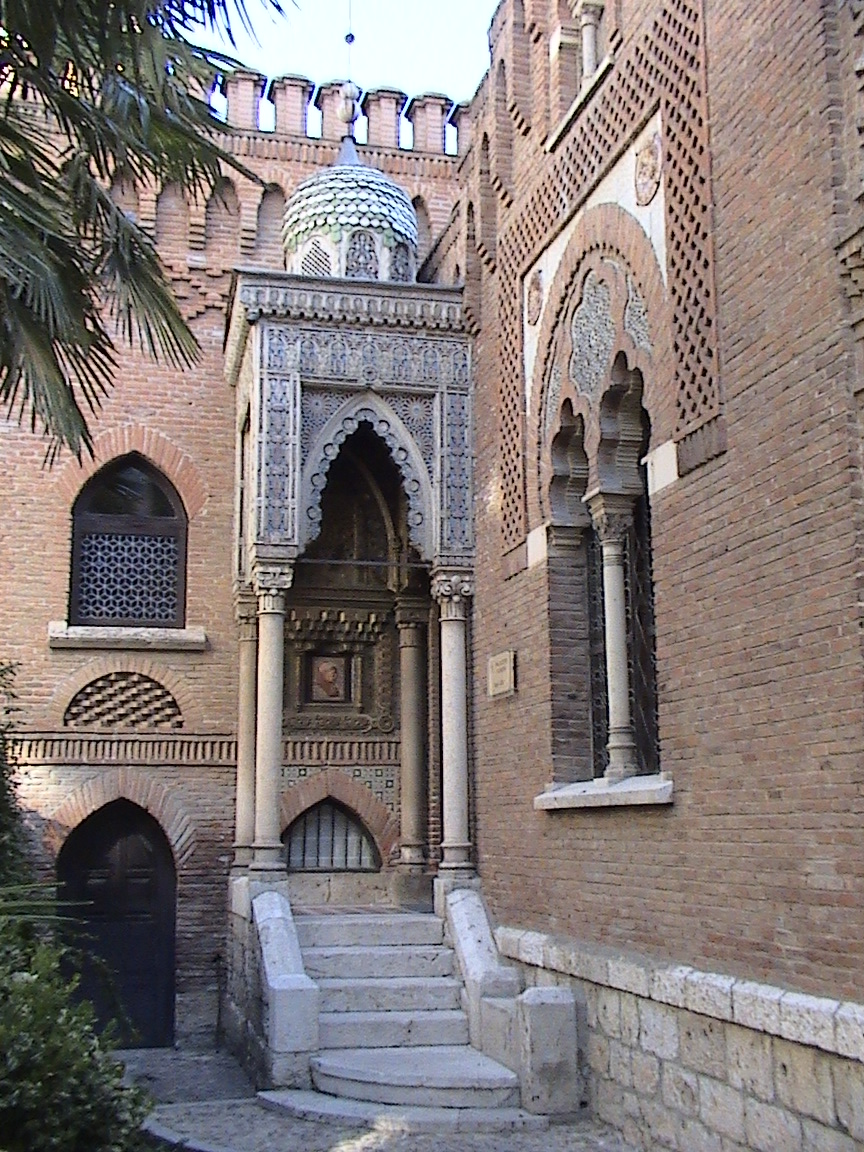
Паласио Ларедо в Алькала-де-Энарес, 1884 г.
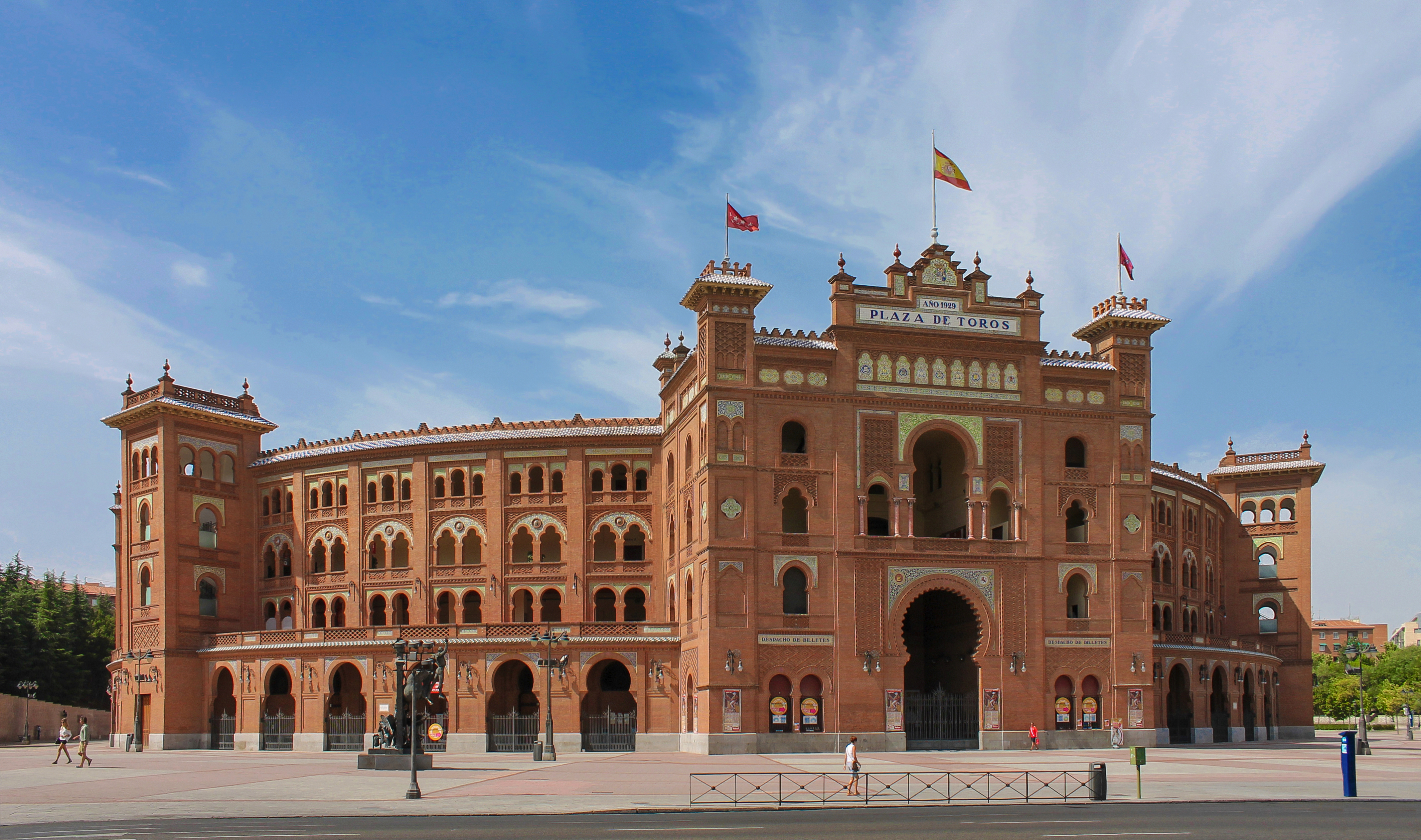
Арена для боя быков Лас-Вентас, Мадрид, 1929 год.
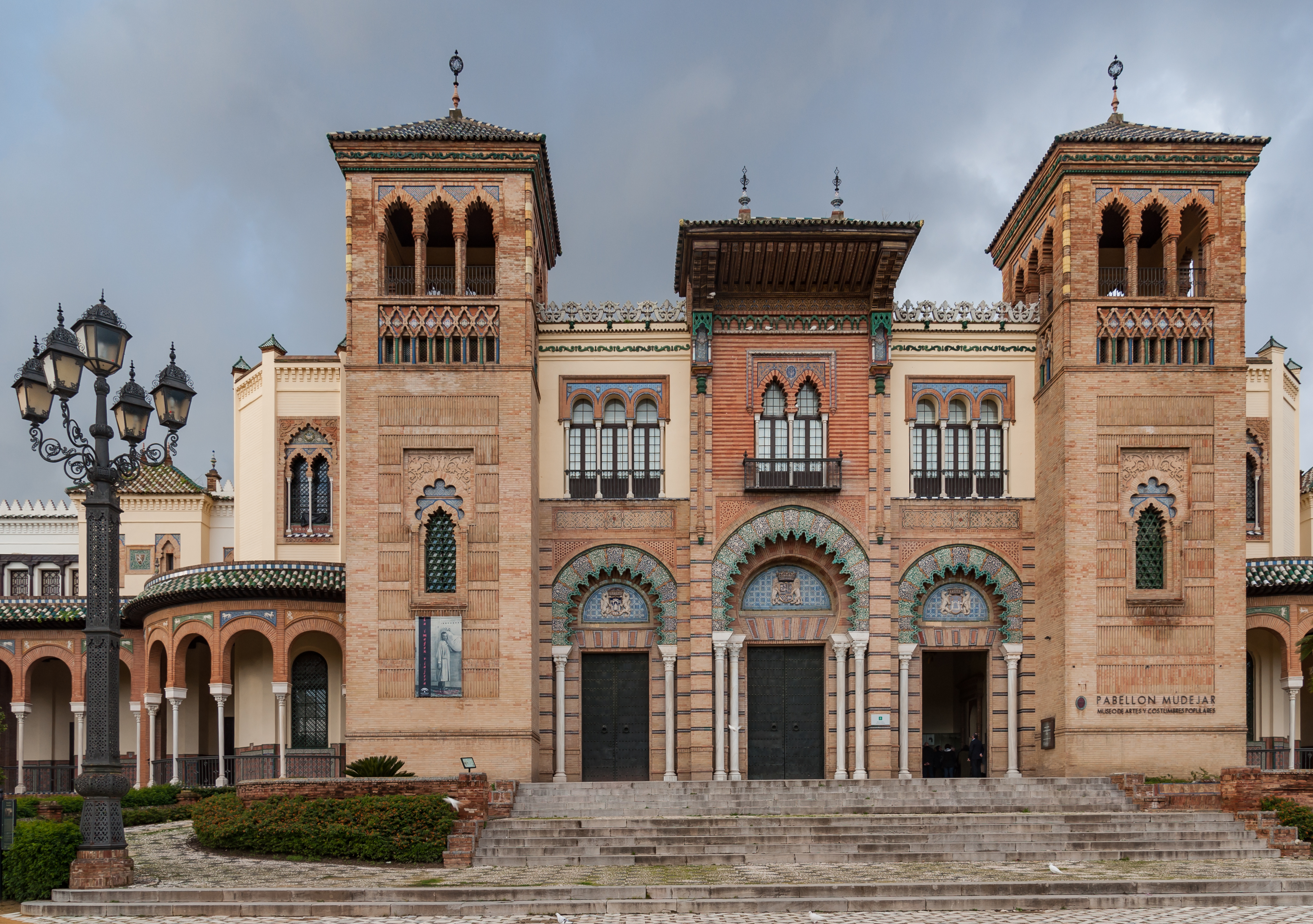
Павильон мудехар, Музей искусств и традиций, Севилья, 1914 г.
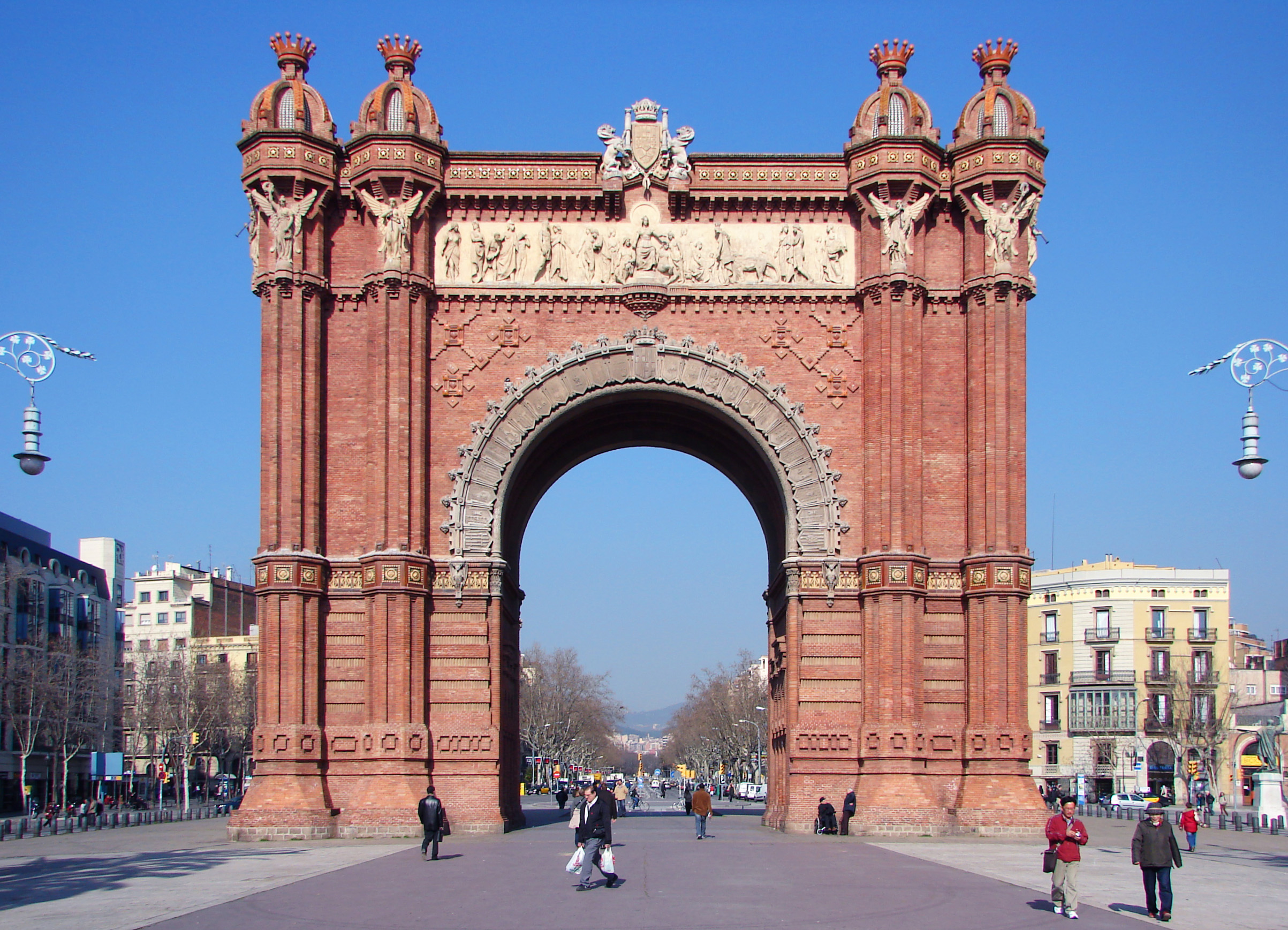
Триумфальная арка, Барселона, 1888 г.
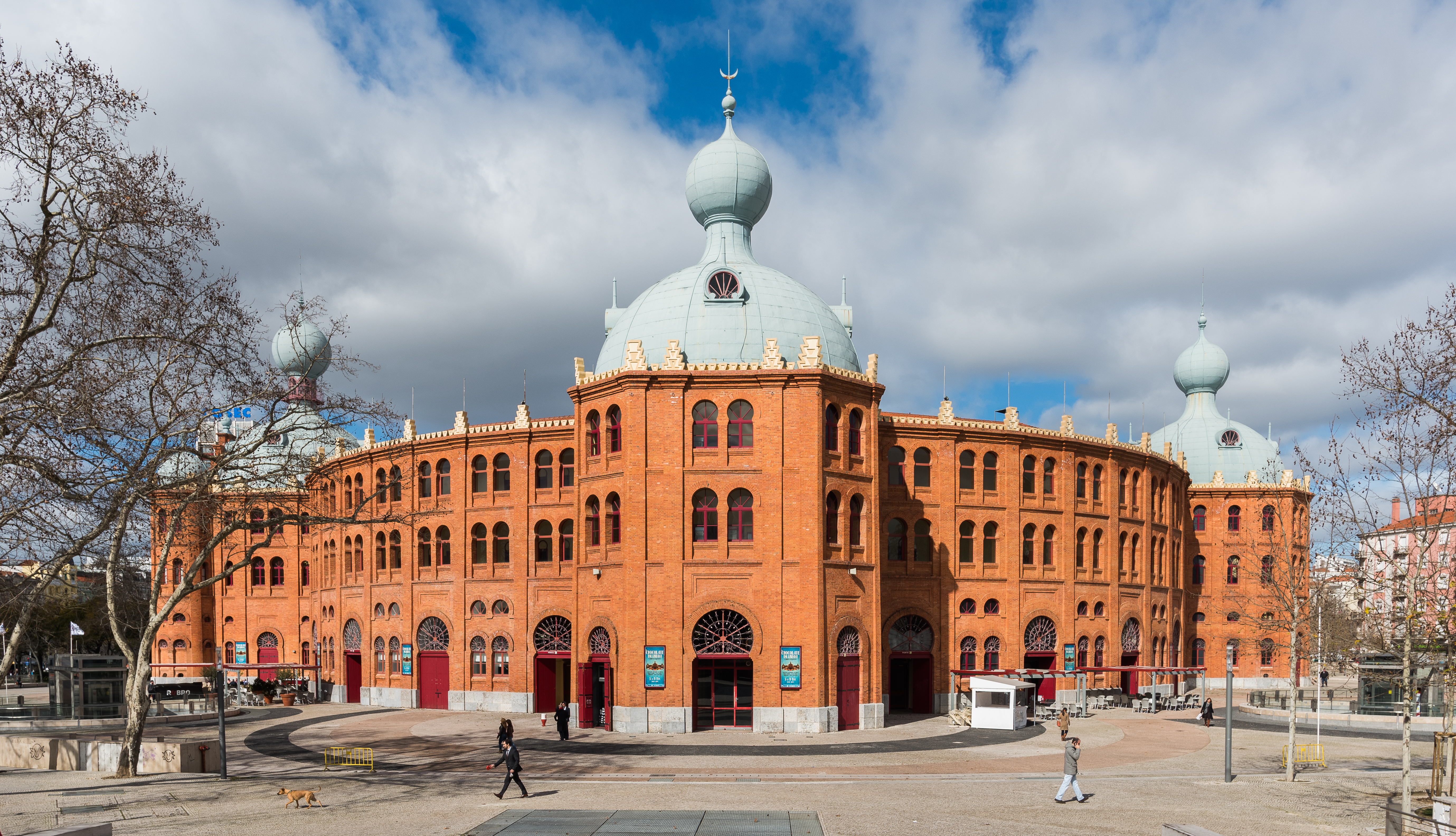
Арена для боя быков Кампо Пекено в Лиссабоне (Португалия), 1892 г.
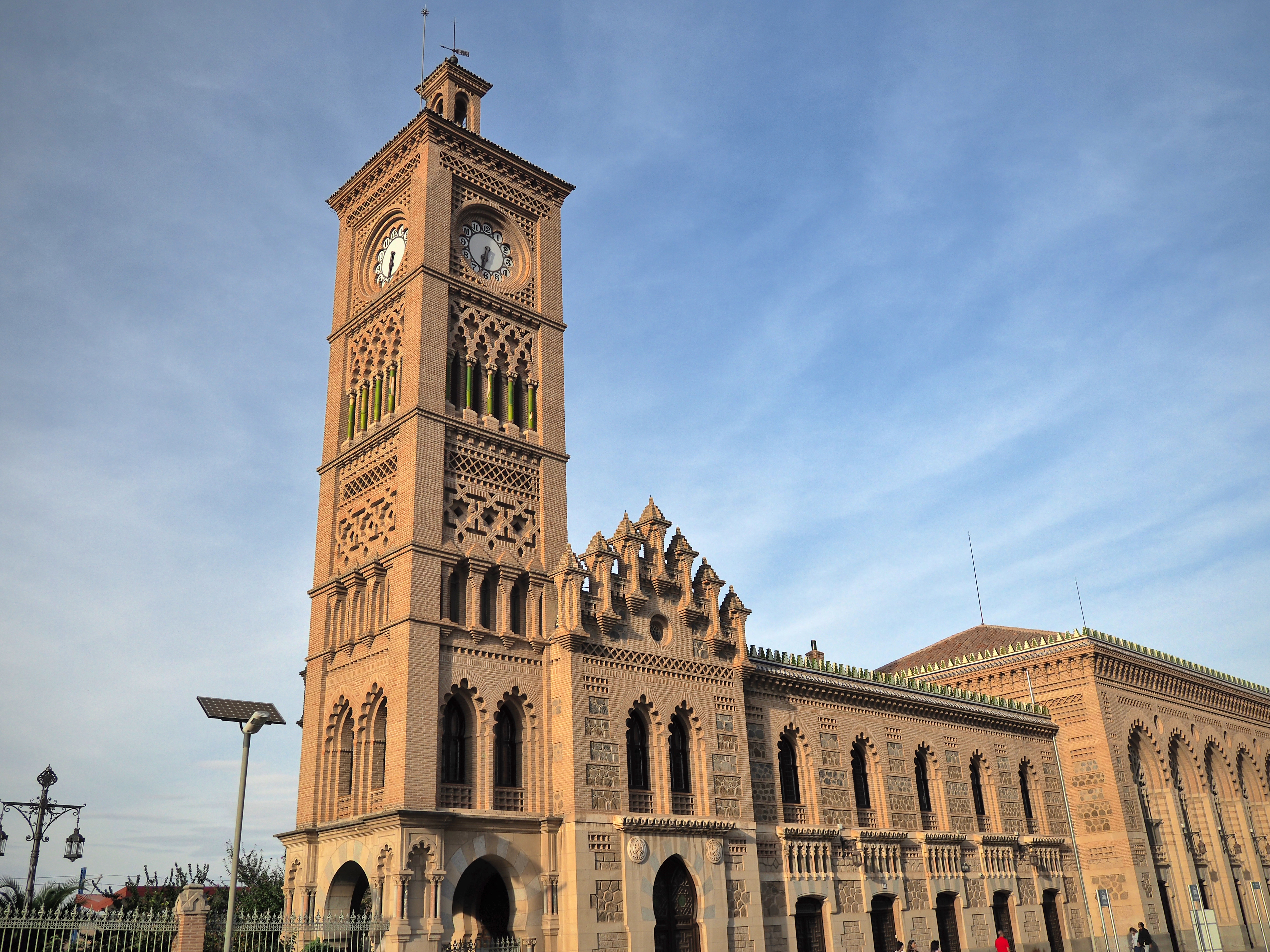
Железнодорожный вокзал Толедо
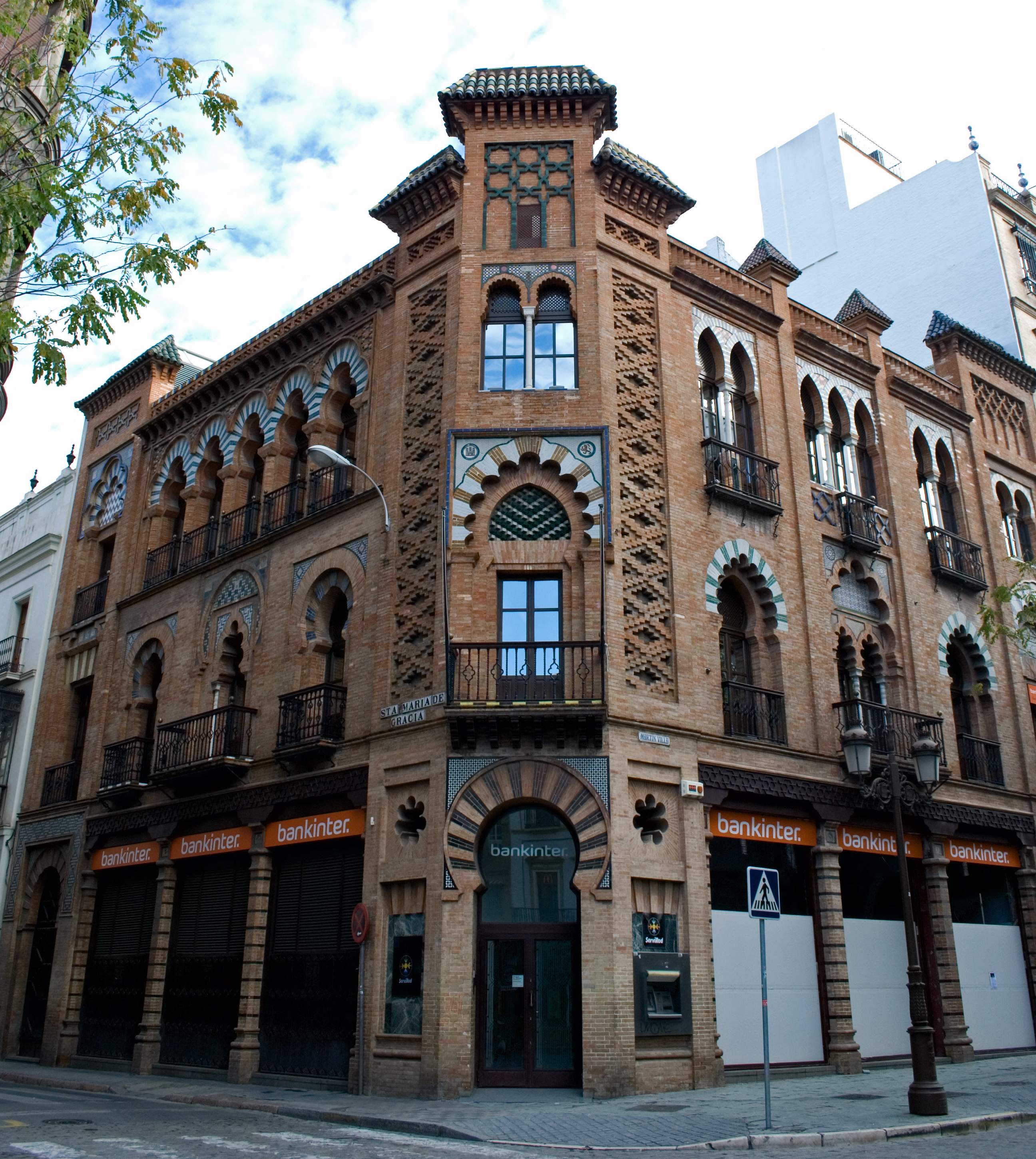
Здание в стиле нео-мудехар в Севилье, 1909 г.
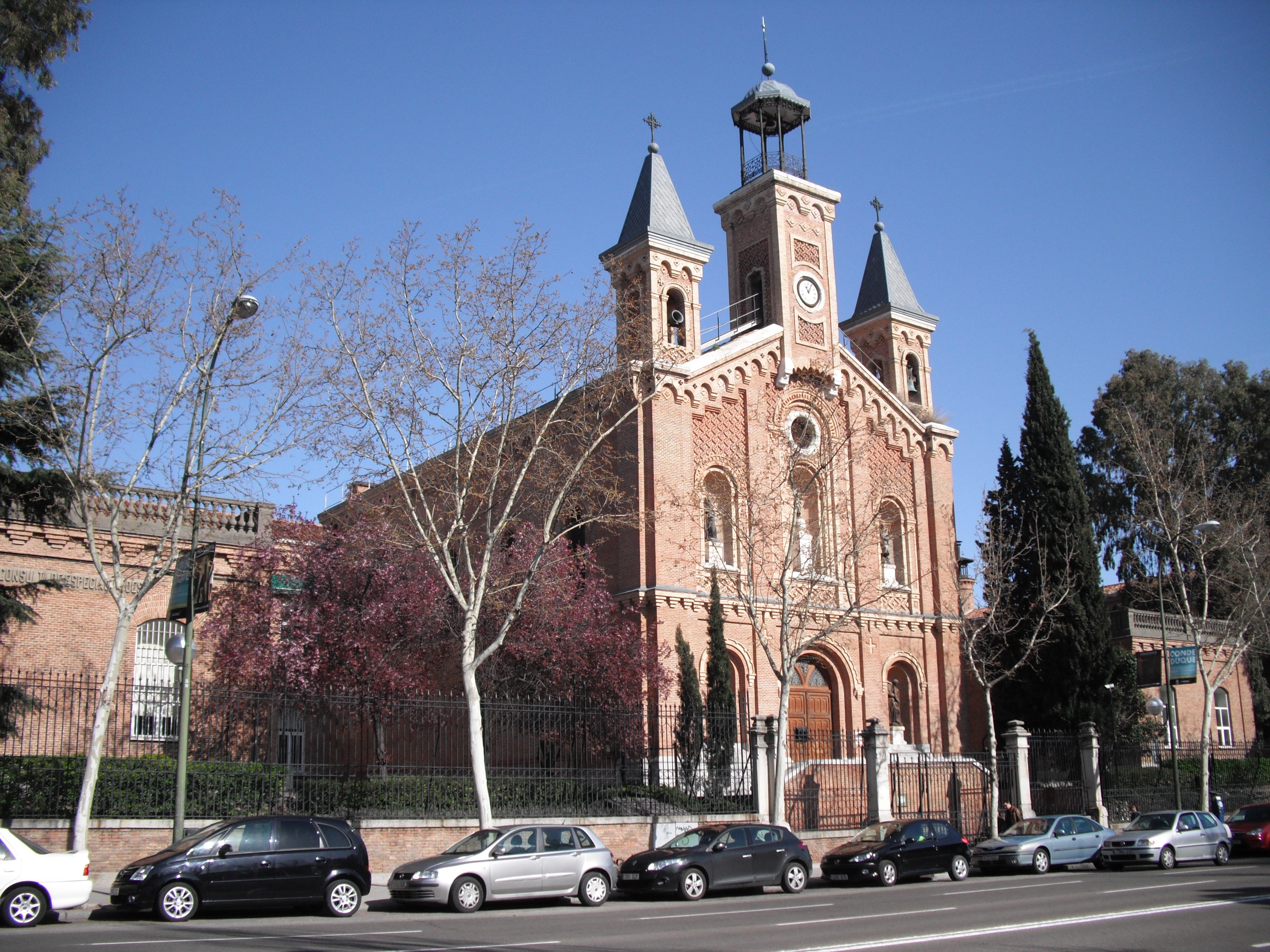
Церковь Ниньо Хесуса в Мадриде, Франсиско Хареньо, 1885 г.
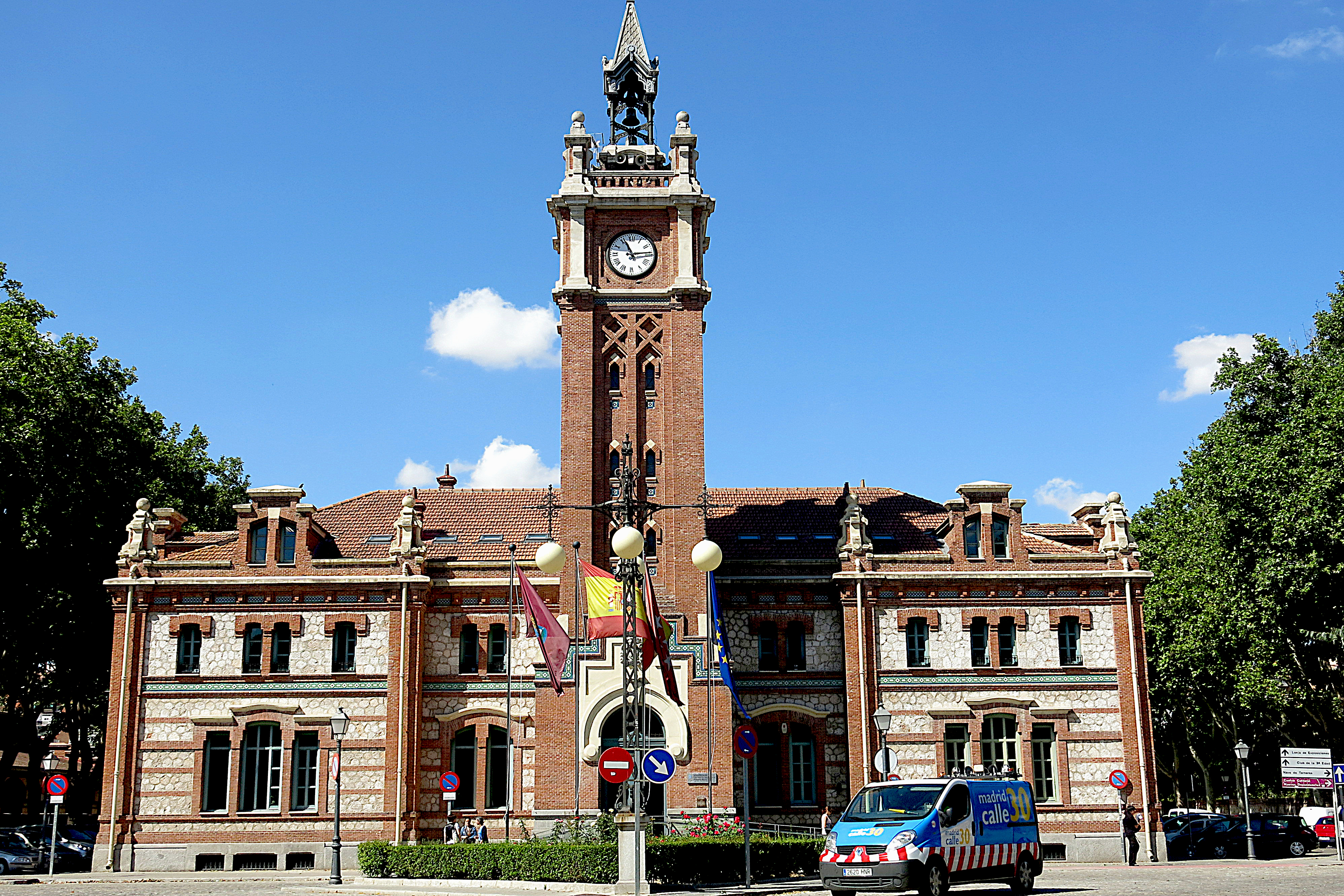
Casa del Reloj, Аргансуэла, Мадрид, 1933 г.
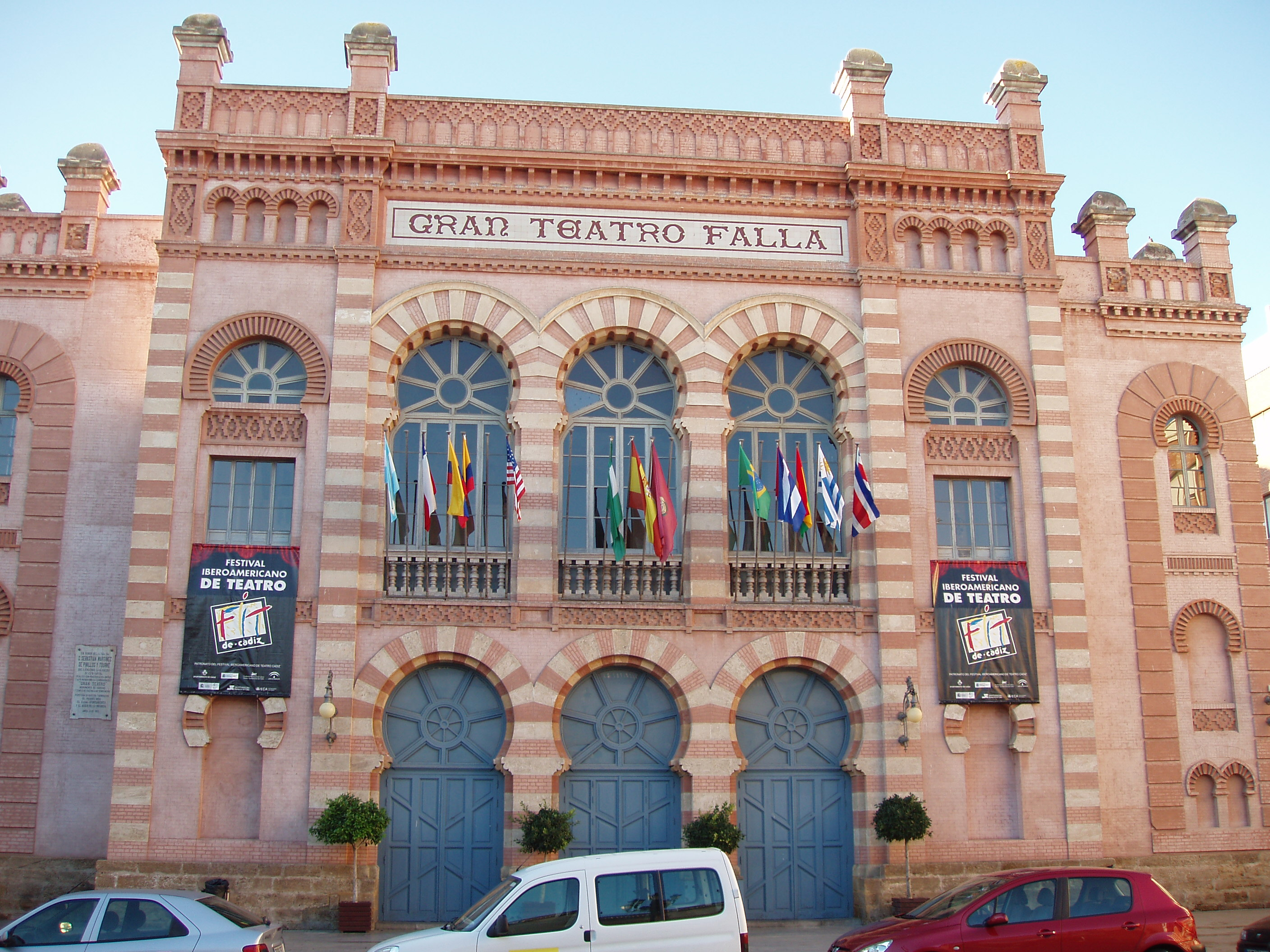
Гран Театро Фалья в Кадисе, 1884 г.
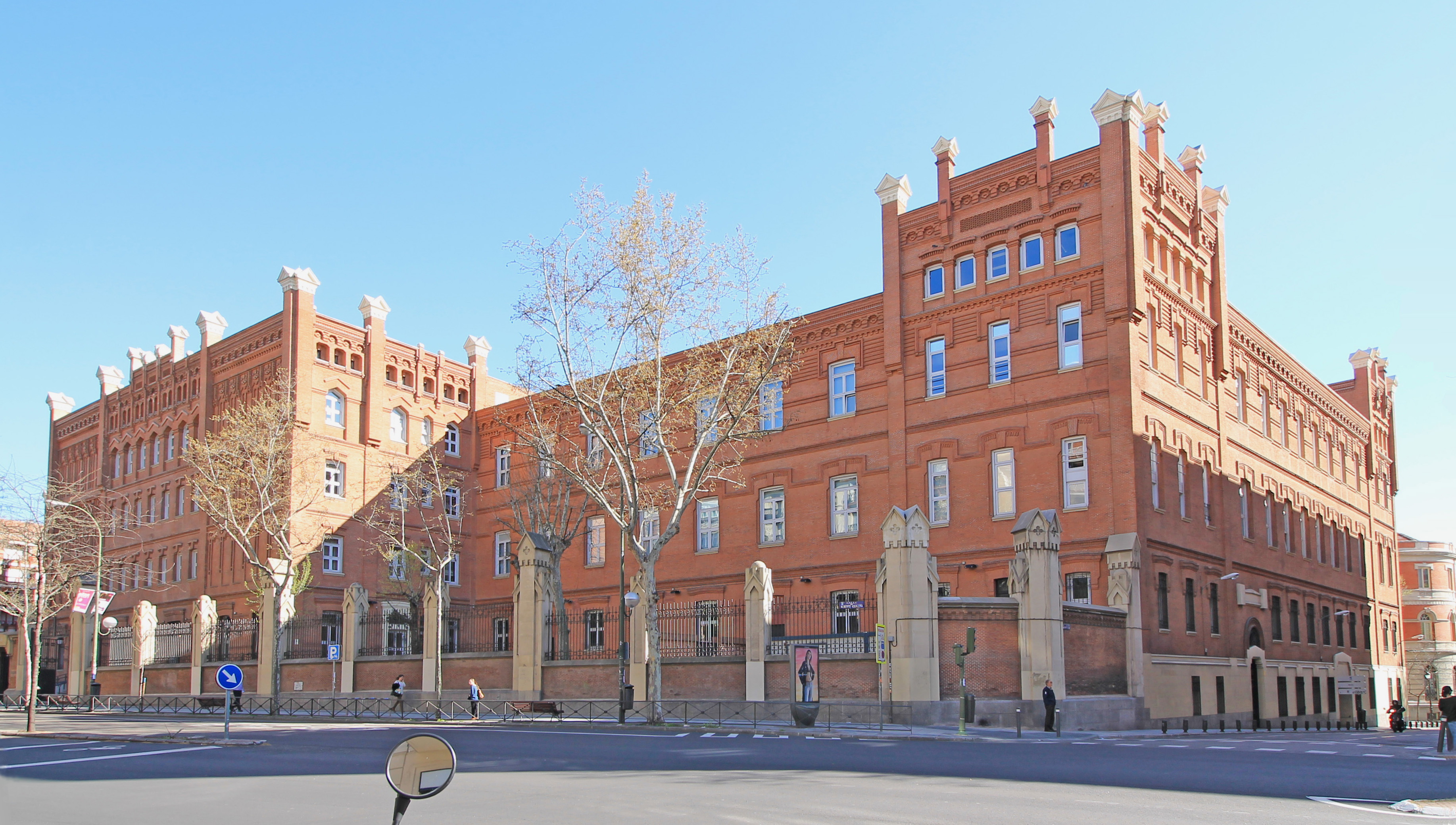
Здание Папского университета Комильяс в Мадриде
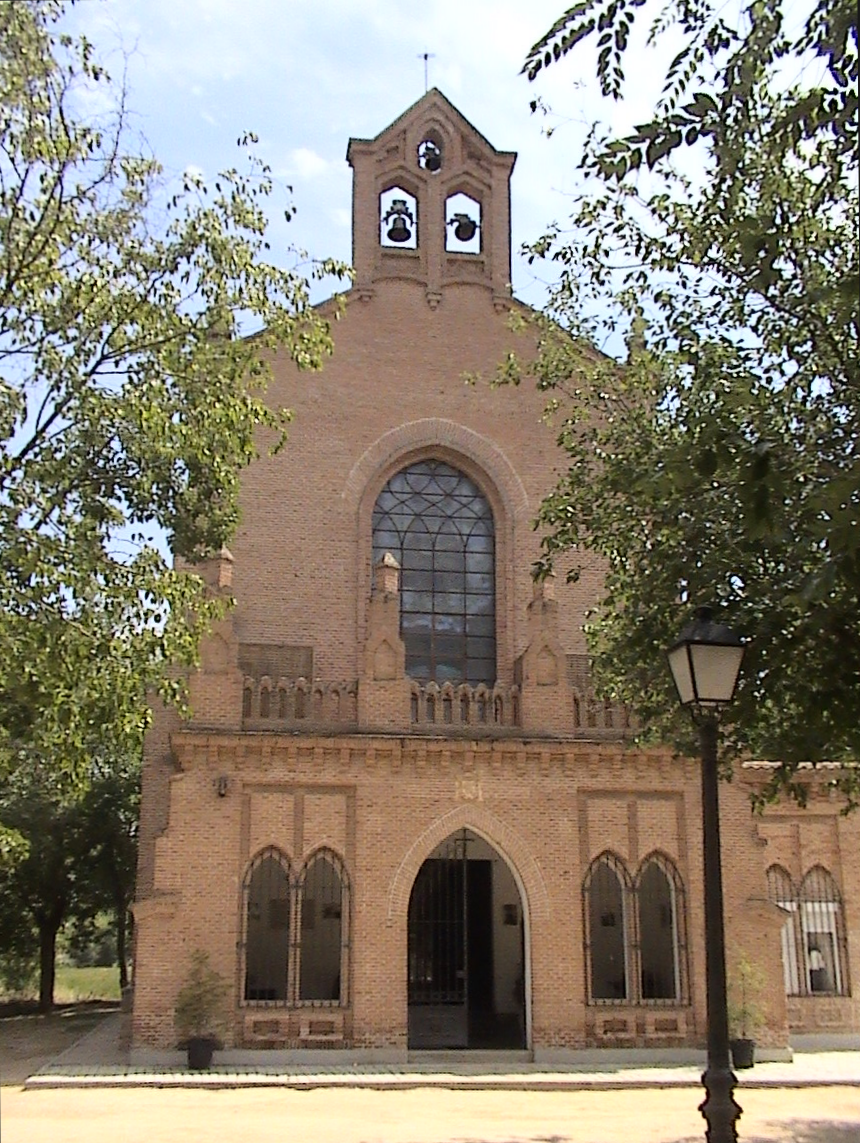
Эрмита-де-ла-Вирхен-дель-Валь в Алькала-де-Энарес, 1926 год.